# Repos (physique)
 (octobre 2013).
Si vous disposez d'ouvrages ou d'articles de référence ou si vous connaissez des sites web de qualité traitant du thème abordé ici, merci de compléter l'article en donnant les références utiles à sa vérifiabilité et en les liant à la section « Notes et références ».
Pour les articles homonymes, voir Repos.
Repos en physique signifie pour un objet d'être stationnaire par rapport à un référentiel particulier ou par rapport à un autre objet. Quand la position d'un corps par rapport à son environnement ne change pas avec le temps, il est dit au repos. Selon la théorie de la relativité, il est dit qu'un objet est au repos par rapport à un autre. Par exemple, un train décélère à l'approche d'une gare et finalement s'arrête le long du quai. On peut dire que le train est au repos par rapport à la gare ou juste au repos, car en pratique nous n'avons pas besoin d'indiquer le cadre de référence s'il est évident d'après le contexte.
Le repos n'existe que dans un système de référence. Dans l'univers il n'y a pas de repos absolu. Par exemple la Terre tourne autour du Soleil qui tourne autour du centre de la galaxie et ainsi de suite.
Propriétés :
- Première loi de Newton : un objet au repos reste au repos jusqu'à ce que des forces sont appliquées sur elle.
- Frottement statique: pour qu'une force ait un effet sur un objet au repos, elle doit être supérieure à la friction statique du site où il se trouve.

Le concept de repos relatif est intimement lié au concept des référentiels inertiels et la déclaration que rien n'est au repos absolu est à peu près équivalente à la déclaration qu'il n'existe pas de cadres de référence qui soient réellement inertiels. Ce qu'on appelle les référentiels non-inertiels est traité dans la théorie de la relativité générale.